# Бренье, Жозеф
Жозеф Бренье (фр. Joseph Brenier; 23 апреля 1876 года, Вьен — 30 декабря 1943 года, Лион) — французский государственный деятель. Сенатор Франции (1924—1933 гг.) и депутат Национального собрания Франции (1910—1919 гг.). Великий мастер Великого востока Франции (1926—1927 гг.)

## Биография
Происходил из рабочей семьи, был самоучкой, начал трудиться на самых низких рабочих должностях в текстильной промышленности во Вьене. Постепенно сделал карьеру и стал руководителем фирмы «Brenier, Moreynas et Tissandier».
В 1904 году избран муниципальным советником Вьена, а в 1906—1919 годах был мэром этого города. За время руководства города создал несколько учебных заведений, в т. ч. для девочек, организовал столовые во время войны 1914—1918 годов, установил памятник Мигелю Сервету и пр.
В 1910 году избран депутатом Национального собрания Франции от департамента Изер. Состоял в группе социалистов. Работал в Комитете по делам администрации, культов и децентрализации.
В 1914 году был переизбран депутатом. Состоял в Комитетах по вопросам администрации, департаментов и коммун, комитета по делам культов и децентрализации, Комитета по делам торговли и промышленности и комитета по вопросам ущерба, нанесенного войной.
Выборы 1919 года проиграл. С 6 января 1924 года избран сенатором Франции. работал в Комиссии по вопросам образования, Комиссии по вопросам торговли и промышленности, Комиссии по вопросам труда и Комиссии по делам почты. Проиграл на выборах 16 октября 1932 года.
Президент Лиги преподавателей. В 1934 году он был назначен генерал-инспектором французского радиовещания. В 1936 году назначен членом Высшего совета по спорту.
30 декабря 1943 года попал под велосипедиста на дороге, был доставлен в клинику в Лионе, где он умер от этой банальной аварии, в возрасте 67 лет.

### Масонская деятельность
В 1926—1927 году был великим мастером Великого востока Франции.

## Награды
- Кавалер ордена Почётного легиона (30 июля 1935 года)